# Tabsfri indkodning
Tabsfri indkodning af data betyder, at der ikke går information tabt ved indkodning, således at de originale data kan genskabes uden ændringer ved en efterfølgende afkodning.
Et trivielt eksempel på en ikke-tabsfri indkodning er det danske alfabet indkodet med ASCII-tegnsættet:
 "de hoestede sukkerroer"
Er det rør eller rodfrugter? Kun det første oe skal læses som ø.
Et eksempel på et tegnsæt med tabsfri indkodning er UTF-8